# Mike Broadway
Michael Allen Broadway (né le 30 mars 1987 à Paducah, Kentucky, États-Unis) est un lanceur de relève droitier de la Ligue majeure de baseball.

## Carrière
Imposant lanceur droitier de 6′ 5″ (1,96 m), Mike Broadway est repêché au 4e tour de sélection par les Braves d'Atlanta en 2005. Il joue en ligues mineures pour des clubs affliés aux Braves de 2005 à 2011. Il atteint le niveau Triple-A en 2010 mais il est la saison suivante relégué au club-école de niveau Double-A des Braves, où il ne dispute que 4 matchs après une opération au coude en avril 2011. Durant l'hiver suivant, une seconde opération au coude est prévue mais une panne de courant survient à l'hôpital alors que doit débuter l'opération chirurgicale, que les médecins refusent de faire alimenter en électricité par un générateur ; la décision sera finalement prise de ne pas pratiquer l'opération. 
Récupéré par les Padres de San Diego après la fin de son contrat avec le club d'Atlanta, Broadway joue la saison 2012 avec leur club-école Double-A. En 2013, il maintient une excellente moyenne de points mérités de 2,45 en 40 manches et un tiers partagées entre les Senators de Harrisburg (AA) et les Chiefs de Syracuse (AAA) dans l'organisation des Nationals de Washington.
Blessé à l'épaule, il joue en 2014 huit matchs avec des clubs de ligues mineures affiliés aux Giants de San Francisco, puis entreprend une convalescence avec les Cardenales de Lara de la Ligue d'hiver du Venezuela. Assigné aux River Cats de Sacramento, le club-école AAA des Giants, au début 2015, Broadway y maintient une moyenne de points mérités de 1,35 avec 39 retraits sur des prises en 26 manches et deux tiers lancées avant d'être appelé pour la première fois dans les majeures.
Mike Broadway effectue à 28 ans, et après plus de 10 ans dans les mineures, ses débuts dans le baseball majeur le 13 juin 2015 comme lanceur de relève pour les Giants de San Francisco. Il retire le premier frappeur qu'il affronte, Jake Lamb, sur trois prises consécutives, et ne donne qu'un coup sûr aux Diamondbacks de l'Arizona en une manche lancée.
Il apparaît dans 21 matchs des Giants en 2015 et 4 en 2016.
En 2017, il joue avec des clubs mineurs affiliés aux Rays de Tampa Bay et aux Nationals de Washington. En décembre 2017, il est mis sous contrat par les Royals de Kansas City.